# برو جاد
برو جاد (بالأذرية: Biro Jade)‏ هو لاعب كرة الصالات ‏ ولاعب كرة قدم برازيلي وأذربيجاني، ولد في 24 يناير 1973 في البرازيل. شارك مع منتخب أذربيجان لكرة الصالات. أما مع النوادي، فقد لعب مع Araz Naxçivan ‏.

## وصلات خارجية
- برو جاد على موقع الاتحاد الأوربي (الإنجليزية)
- برو جاد على موقع اتحاد أوكرانيا (الإنجليزية)